# 烏鎮大劇院

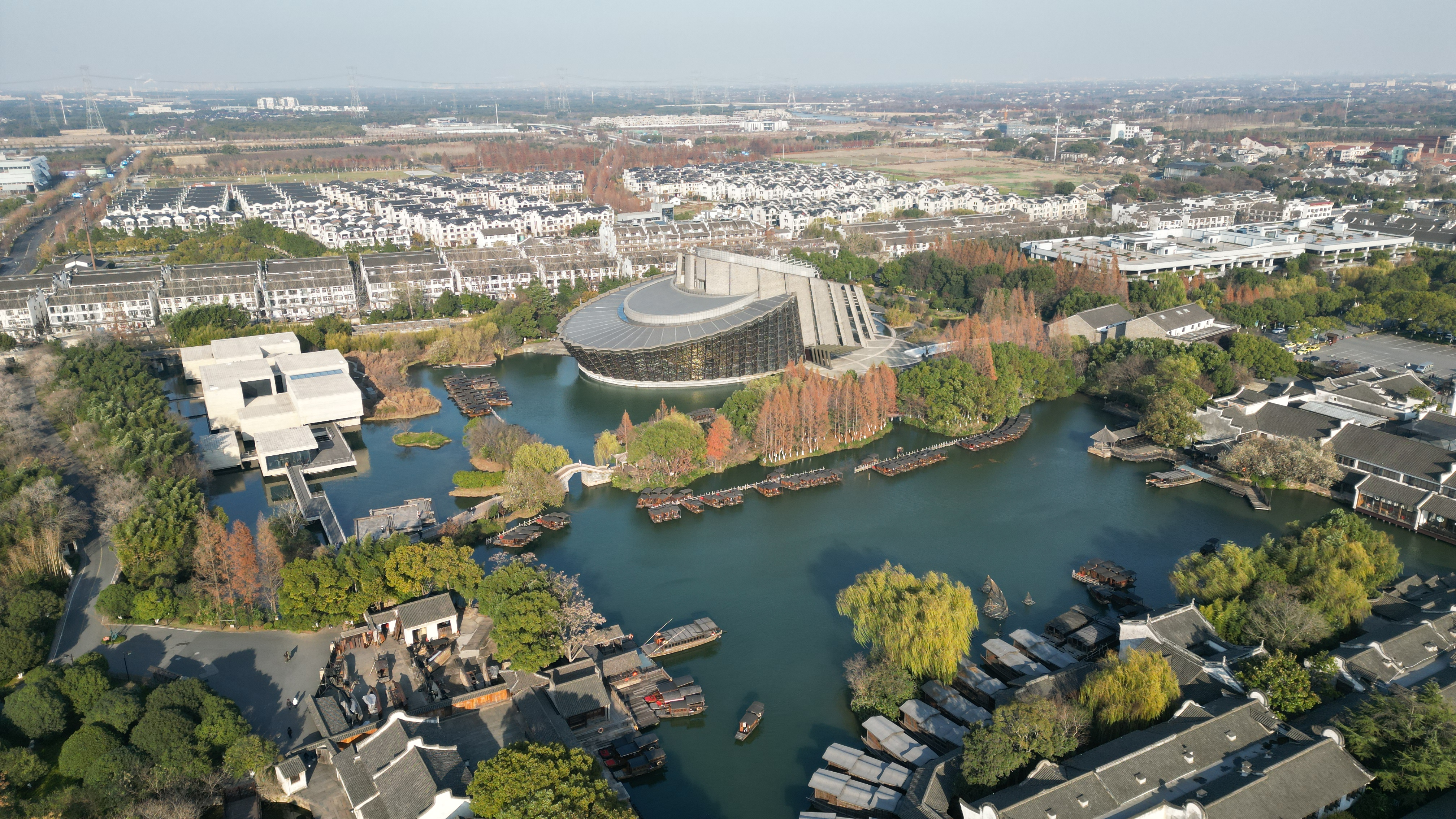
位於烏鎮西柵湖畔的烏鎮大劇院（中）與木心美術館（左）

烏鎮大劇院為位於中華人民共和國浙江省嘉興市桐鄉市烏鎮鎮的一座表演場所。